# Міягі Нана
Нана Сміт-Роджерс (англ. Nana Smith Rogers, виступала під прізвищем матері Нана Міягі, яп. 宮城ナナ Міягі Нана; нар. 10 квітня 1971, Сіетл, США) — японська професійна тенісистка, переможниця 10 турнірів WTA і триразова призерка Азійських ігор у жіночому парному розряді. Пізніше ювелірка.

## Життєпис
Батьки Нани Сміт — американець Мюррей Сміт, який служить на військовій базі на Окінаві, її мати японка Мікі Міягі. Нана народилася в Сіетлі (США) і в 13 років з родиною переїхала на Окінаву. Батько був її постійним тренером, але впродовж усієї кар'єри вона виступала під прізвищем матері і японським прапором.
Після відходу з активного спорту Нана Міягі-Сміт одружилася з Джеймсом Роджерсом, нащадком коміка Вілла Роджерса, і почала робити прикраси. Володіє власним ювелірним магазином.

## Спортивна кар'єра

### Початок кар'єри
Нана Міягі грає в теніс від п'яти років. У 17 років уперше взяла участь у турнірі WTA — Pan Pacific Open — і відразу ж зуміла подолати відбіркові етапи, перемігши зокрема суперницю з першої сотні рейтингу WTA. У другій половині сезону 1988 року вона тричі виходила у фінал турнірів ITF в одиночному розряді і один з них, у Чатемі, виграла.
Під час своєї другої появи на Pan Pacific Open Міягі вже перемогла в першому колі 16-ту ракетку світу Ларису Савченко перед тим, як поступитися Мартіні Навратіловій, другій ракетці світу і майбутній переможниці турніру. У квітні 1989 року вона вийшла у фінал турніру WTA в Тайбеї в парному розряді, вже в першому колі обігравши з Цецилією Дальман першу посіяну пару, а в серпні, займаючи 142-ге місце в рейтингу, дійшла до чвертьфіналу на турнірі WTA I категорії в Торонто, перемігши по дорозі двох посіяних суперниць, що входили в Топ-50 рейтингу, перед тим як знову поступитися Навратіловій. Після цього вона взяла участь у матчах збірній Японії в рамках Кубка Федерації, перемігши суперницю зі Швеції, а потім програвши Клаудії Коді-Кільш із ФРН.
Третій виступ на Pan Pacific, де Міягі дійшла до чвертьфіналу, став для неї перепусткою в першу сотню рейтингу WTA в одиночному розряді. З інших успіхів 1990 року можна відзначити вихід у третє коло на престижному турнірі в Маямі і перший титул на турнірах WTA, завойований в парному розряді в Скенектаді напередодні Відкритого чемпіонату США. Також великим успіхом стала завойована на Азійських іграх у Пекіні бронзова медаль у жіночому парному розряді. На Вімблдонському турнірі в змішаному парному розряді вони з Патріком Гелбрайтом вибили з боротьби в першому колі п'яту сіяну пару і дійшли до третього кола. Наступний, 1991 рік, став для Міягі невдалим. Вона не зуміла закріпитися в числі ста найсильніших тенісисток в одиночному розряді, а в парному, попри виграш вже другого турніру WTA, залишалася в рейтингу в районі третьої-четвертої сотні.
У ході 1992 року Міягі показала кілька гарних результатів у парному розряді, включаючи вихід у чвертьфінал у Маямі з Яюк Басукі після перемог над двома посіяними парами (зокрема другою парою турніру Гаррісон—Фернандес) і два півфінали, в менш престижних турнірах, а наприкінці сезону, дійшовши в парі з Басукі до фіналу турніру II категорії в Токіо, забезпечила собі місце серед ста найкращих тенісисток у парному розряді. В одиночному розряді її успіхи були скромніші і включали два фінали турнірів ITF (одна перемога) і півфінал турніру WTA в Тайбеї.

### 1993—1995
На Відкритому чемпіонаті Австралії 1993 року Міягі піднесла сюрприз у змішаному парному розряді: у другому колі вони з Кентом Кіннером обіграли чинних чемпіонів, Ніколь Провіс і Марка Вудфорд, посіяних п'ятими, перед тим, як у чвертьфіналі поступитися Зіні Гаррісон-Джексон і Ріку Личу. Пізніше того самого року Міягі досягнула найвищого успіху в кар'єрі на турнірах Великого шолома: дійшла до півфіналу Відкритого чемпіонату США, де її партнеркою знову була Басукі. Японсько-індонезійській парі певною мірою пощастило з жеребкуванням, і до півфіналу вони обіграли тільки одну посіяну пару, Кеті Ріналді та Джилл Хетерінгтон. Після цього у першій половині осені вони здобули дві перемоги поспіль на турнірах WTA в Східній Азії.
1994 року Міягі, хоч і не досягнула гучних успіхів, але зуміла повернутися в Top-100 в одиночному розряді після того, як спочатку, займаючи в рейтингу місце в середині четвертої сотні, вийшла в чвертьфінал в Джакарті, потім через відбіркове сито дійшла до другого кола Вімблдонського турніру і нарешті у вересні в Токіо пробилася в півфінал, здобувши у ході турніру перемоги над восьмою ракеткою світу Ліндсі Девенпорт і 15-ю ракеткою світу Сабіною Хак. У парному розряді участь у фіналах Відкритого чемпіонату Японії і турніру в Паттаї (обидва рази з Басукі), а потім вихід у третє коло на Вімблдоні з Маною Ендо дозволили їй увійти в число 50 кращих у рейтингу WTA. Ендо також була партнеркою Міягі на Азійських іграх у Хіросімі, де Нана здобула другу поспіль бронзову медаль у парному розряді, і в матчах Кубка Федерації, де японки дійшли до чвертьфіналу у Світовій групі.
1995 року Міягі також двічі доходила до фіналу турнірів WTA в парному розряді, але тільки наприкінці загалом невдалого сезону, протягом якого їй з партнеркою тільки одного разу вдалося обіграти посіяну пару у великому турнірі і який вона закінчила за межами першої сотні рейтингу. В одиночному розряді вона успішно відстояла своє місце в Top-100 і навіть піднялася в ході сезону на найвищу в одиночній кар'єрі 51-шу позицію, знову, однак, не домігшись гучних успіхів. Її найкращими результатами стали півфінал Відкритого чемпіонату Японії і чвертьфінал в Джакарті.

### 1996—1998
У 1996 році Міягі знову повернулася в число провідних тенісисток світу в парах. Вигравши турнір ITF в Остіні, вона повернулася у першу сотню, а вихід у півфінал у Лос-Анджелесі (після перемог над двома посіяними парами) та третього кола на Відкритому чемпіонаті США підняли її до 73-го місця в рейтингу. У жовтні вона вийшла у фінал турніру II категорії в Чикаго після перемог над посіяними другими Девенпорт і Мері-Джо Фернандес і над своєю колишньою партнеркою Басукі, яка виступала з Каролін Віс, а на турнірі в Голд-Кості (Австралія), що розпочався наприкінці того року і закінчився вже в 1997 році, їй у парі з Наоко Кідзімутою вдалося завоювати свій перший титул на турнірах III категорії. На цей рік припадає і найбільший успіх Міягі в одиночному розряді: в жовтні вона вийшла у фінал турніру WTA в Сурабаї. У ході сезону вона взяла гору над такими висхідними зірками жіночого тенісу, як Мартіна Хінгіс та Наталі Деші.
Наступного року Міягі вибула з числа ста найкращих тенісисток світу в одиночному розряді вже в березні і так і не зуміла до кінця року повернутися до неї, хоч була близька до цього після виходу у фінал турніру ITF в Остіні. Натомість у парах той рік виявився найвдалішим у її кар'єрі: вона не лише виграла два турніри на початку сезону, але й дійшла в травні до фіналу Кубка світу в парному розряді, що проходив в Единбурзі. Крім цього, вони з Наоко Кідзімутою записали на свій рахунок ще низку добрих результатів: чвертьфінал Відкритого чемпіонату Австралії (після перемоги над сьомою посіяною парою), півфінал Відкритого чемпіонату Японії і вихід у третє коло на трьох інших турнірах Великого шолома. За сезон Міягі також виграла два турніри ITF. Успіхи на початку року призвели до того, що в травні вона піднялася до 12-го місця в рейтингу в парному розряді, найвищого в її кар'єрі. Добрим результатом став також вихід до третього кола Вімблдонського турніру в змішаних парах з Кіннером: у другому колі вони перемогли 14-ту сіяну пару, а в третьому програли майбутнім чемпіонкам, Гелені Суковій і Цирилові Суку.
За першу половину 1998 року Міягі, як і рік тому, виграла два турніри в парному розряді, зокрема і Відкритий чемпіонат Японії, і вдруге поспіль дійшла до чвертьфіналу на Відкритому чемпіонаті Австралії, взявши в третьому колі в парі з Кідзімутою гору над Вінус і Сереною Вільямс і програвши потім посіяним першими Девенпорт та Наташі Звєрєвій. Ця ж пара зупинила їх у чвертьфіналі турніру I категорії в Індіан-Веллс, а на Вімблдонському турнірі й у чвертьфіналі турніру I категорії в Монреалі на їхньому шляху стала вже нова перша пара світу Мартіна Хінгіс і Яна Новотна. Влітку Міягі була визнана «новачком року» професійної командного ліги World TeamTennis, вигравши в складі команди «New York Buzz» регулярний сезон, а завершила рік двома перемогами на турнірах ITF, що дозволили їй зберегти місце в сотні найсильніших, і здобуттям третьої поспіль бронзової медалі на Азійських іграх, цього разу в парі з Рікою Хіракі. В одиночному розряді вона балансувала на межі першої сотні майже весь сезон, в серпні піднявшись до 87-го місця.

### Завершення кар'єри
1999 року Міягі пошкодила великий палець на лівій руці. Хоча вона продовжувала виступи, травма згодом постійно позначалася на її грі, нагадуючи про себе болями при ударах закритою ракеткою. Починаючи з цього року значна частина виступів Міягі як в одиночному, так і в парному розряді припадала на турніри ITF, де режим ігор був більш щадним. Так, тільки за 1999 рік вона виграла сім турнірів цього рівня в парах і один в одиночному розряді, а також ще кілька разів грала у фіналах. Наступного року вона востаннє за кар'єру дійшла до чвертьфіналу на Відкритому чемпіонаті Австралії в парному розряді, де виступала з Деббі Грем. Крім того, вона виступила у фіналі турніру II категорії в Токіо й у двох півфіналах турнірів WTA (ще раз у Токіо і в Амелії-Айленд. Вона також взяла участь в Олімпійських іграх у Сіднеї, обігравши з Ай Суґіямою в першому колі індонезійську пару, а в другому поступившись таїландкам. Крім цього, на її рахунку того сезону були чотири титули на турнірах ITF, переважно наприкінці року, який вона завершила в числі 50 найкращих тенісисток світу в парному розряді.
За 2001 рік Міягі виграла один титул ITF в одиночному розряді і шість у парах, зумівши зберегти за собою місце в першій сотні рейтингу в парному розряді. У 2002 році вона завоювала свій останній титул на турнірах WTA, вдруге за кар'єру вигравши Відкритий чемпіонат Японії з Сінобу Асагое, і додала до цієї перемоги ще п'ять на турнірах ITF. В одиночному розряді вона досить рідко проходила перші кола на турнірах ITF, а в турнірах WTA зазвичай зупинялася на відбіркових етапах. У підсумку до середини 2003 року вона повністю припинила виступи в одиночному розряді, зосередившись на грі в парах.
За 2003 рік Нана Міягі ще двічі доходила до фіналів турнірів WTA, зокрема на турнірі I категорії в Маямі, що, поряд з півфіналом Відкритого чемпіонату Франції, стало найзначнішим результатом у її кар'єрі. Цікаво, що на цьому турнірі єдину перемогу над посіяними суперницями вони з Асагое здобули вже в першому колі, обігравши Даніелу Гантухову і Меган Шонессі, зате через тиждень на шляху до фіналу у Сарасоті перемогли дві посіяних пари, зокрема першу пару турніру, Єлену Докич і Надію Петрову. Крім цього Асагое і Міягі вийшли у третє коло на Вімблдоні після перемоги над 14-ю сіяною парою, але після цього поступилися посіяним першими Вірхінії Руано і Паолі Суарес. Цей сезон Міягі теж закінчила в Top 50 рейтингу.
2004 року Міягі також практично не виступала в одиночному розряді, але і в парах її успіхи були скромними: одна перемога і дві поразки у фіналах турнірів ITF. До кінця сезону вона вибула з числа ста провідних тенісисток у парному розряді. У 2005 році на її рахунку вже не було жодної перемоги в турнірах, а загалом за сезон вона виграла лише дев'ять матчів, програвши вдвічі більше. Останні ігри в кар'єрі вона провела в березні 2006 року, після чого в 35 років завершила ігрову кар'єру.

## Стиль гри
Нана Міягі належала до нечисленної групи тенісистів, які грають обома руками як справа, так і зліва. За її власними словами, вона освоїла цей стиль гри вже в п'ять років, оскільки ракетка була для неї занадто важкою. Вона згадує, що це згодом допомагало їй маскувати укорочені удари і напрям ударів.

## Участь у фіналах турнірів WTA за кар'єру (23)

### Одиночні титули: 1 (0–1)
| Легенда                    |   |
| Великий шолом              | 0 |
| Чемпіонат WTA              | 0 |
| Турніри I-ї категорії      | 0 |
| Турніри II-ї категорії     | 0 |
| Турніри III-ї категорії    | 0 |
| Турніри IV і V-ї категорій | 0 |

| Результат  | №  | Дата           | Турнір             | Покриття | Опонентка  | Рахунок  |
| Фіналістка | 1. | 13 жовтня 1996 | Сурабая, Індонезія | Хард     | Ван Ші-тін | 4–6, 0–6 |

### Титули в парному розряді: 21 (10–11)
| Легенда                       |   |
| Великий шолом                 | 0 |
| Чемпіонат WTA                 | 0 |
| Турніри I-ї категорії         | 0 |
| Турніри II-ї категорії        | 0 |
| Турніри III-ї категорії       | 4 |
| Турніри IV-ї та V-ї категорій | 6 |

| Титули за покриттям |    |
| Хард                | 10 |
| Ґрунт               | 0  |
| Трава               | 0  |
| Килим               | 0  |

| Результат   | №   | Дата              | Турнір                             | Покриття | Партнерка            | Опонентки                                   | Рахунок        |
| Фіналістка  | 1.  | 30 квітня 1989    | Тайбей, Тайвань                    | Хард     | Сесіля Дальман       | Марія Ліндстрем Хетер Ладлофф               | 6–4, 5–7, 3–6  |
| Переможниця | 2.  | 25 серпня 1990    | Скенектаді, Нью-Йорк, США          | Хард     | Алісія Мей           | Лінда Феррандо Вілтруд Пробст               | 6–4, 5–7, 6–3  |
| Переможниця | 3.  | 21 квітня 1991    | Паттайя, Таїланд                   | Хард     | Сюзанна Анггаркусума | Хіракі Ріка Акемі Нішія                     | 6–1, 6–4       |
| Фіналістка  | 4.  | 27 вересня 1992   | Токіо, Японія                      | Хард     | Яюк Басукі           | Мері Джо Фернандес Робін Вайт               | 4–6, 4–6       |
| Переможниця | 5.  | 3 жовтня 1993     | Саппоро, Японія                    | Хард     | Тесса Прайс          | Йоне Каміо Наоко Кадзімута                  | 6–4, 6–2       |
| Переможниця | 6.  | 10 жовтня 1993    | Тайбей, Тайвань                    | Хард     | Яюк Басукі           | Джо-Анн Фолл Крістін Кунс                   | 6–4, 6–2       |
| Фіналістка  | 7.  | 10 квітня 1994    | Відкритий чемпіонат Японії, Японія | Хард     | Яюк Басукі           | Мамі Доносіро Ай Суґіяма                    | 4–6, 1–6       |
| Фіналістка  | 8.  | 17 квітня 1994    | Паттайя, Таїланд                   | Хард     | Яюк Басукі           | Патті Фендік Мередіт Макґрат                | 6–7, 6–3, 3–6  |
| Фіналістка  | 9.  | 8 жовтня 1995     | Сурабая, Індонезія                 | Хард     | Стефані Ріс          | Петра Камстра Тіна Кріжан                   | 6–2, 4–6, 1–6  |
| Фіналістка  | 10. | 19 листопада 1995 | Паттайя, Таїланд                   | Хард     | Крістін Годрідж      | Джилл Гетерінгтон Крістін Кунс              | 6–2, 4–6, 3–6  |
| Фіналістка  | 11. | 3 листопада 1996  | Чикаго, Іллінойс, США              | Килим    | Анджела Леттьєр      | Ліза Реймонд Ренне Стаббс                   | 1–6, 1–6       |
| Фіналістка  | 12. | 24 листопада 1996 | Паттайя, Таїланд                   | Хард     | Тіна Кріжан          | Міхо Саекі Юка Йосіда                       | 2–6, 3–6       |
| Переможниця | 13. | 5 січня 1997      | Gold Coast, Австралія              | Хард     | Наоко Кадзімута      | Руксандра Драгомір Сільвія Фаріна           | 7–6, 6–1       |
| Переможниця | 14. | 12 січня 1997     | Гобарт, Австралія                  | Хард     | Наоко Кадзімута      | Барбара Ріттнер Домінік Ван Рост            | 6–3, 6–1       |
| Переможниця | 15. | 23 лютого 1997    | Оклахома-Сіті, Оклахома, США       | Хард     | Хіракі Ріка          | Маріанн Вердел-Вітмаєр Тамі Вітлінгер-Джонс | 6–4, 6–1       |
| Переможниця | 16. | 10 січня 1998     | Окленд, Нова Зеландія              | Хард     | Тамарін Танасугарн   | Жюлі Алар-Декюжі Жанетта Гусарова           | 7–6, 6–4       |
| Переможниця | 17. | 19 квітня 1998    | Відкритий чемпіонат Японії, Японія | Хард     | Наоко Кадзімута      | Емі Фрейзер Хіракі Ріка                     | 6–3, 4–6, 6–4  |
| Фіналістка  | 18. | 8 жовтня 2000     | Токіо, Японія                      | Хард     | Паола Суарес         | Жюлі Алар-Декюжі Ай Суґіяма                 | 0–6, 2–6       |
| Переможниця | 19. | 6 жовтня 2002     | Відкритий чемпіонат Японії, Японія | Хард     | Асагое Сінобу        | Світлана Кузнецова Аранча Санчес Вікаріо    | 6–4, 4–6, 6–4  |
| Фіналістка  | 20. | 30 березня 2003   | Маямі, Флорида, США                | Хард     | Асагое Сінобу        | Лізель Губер Магдалена Малеєва              | 4–6, 6–3, 5–7  |
| Фіналістка  | 21. | 6 квітня 2003     | Сарасота, Флорида, США             | Ґрунт    | Асагое Сінобу        | Лізель Губер Мартіна Навратілова            | 6–7(8–10), 3–6 |